# Nigella gallica

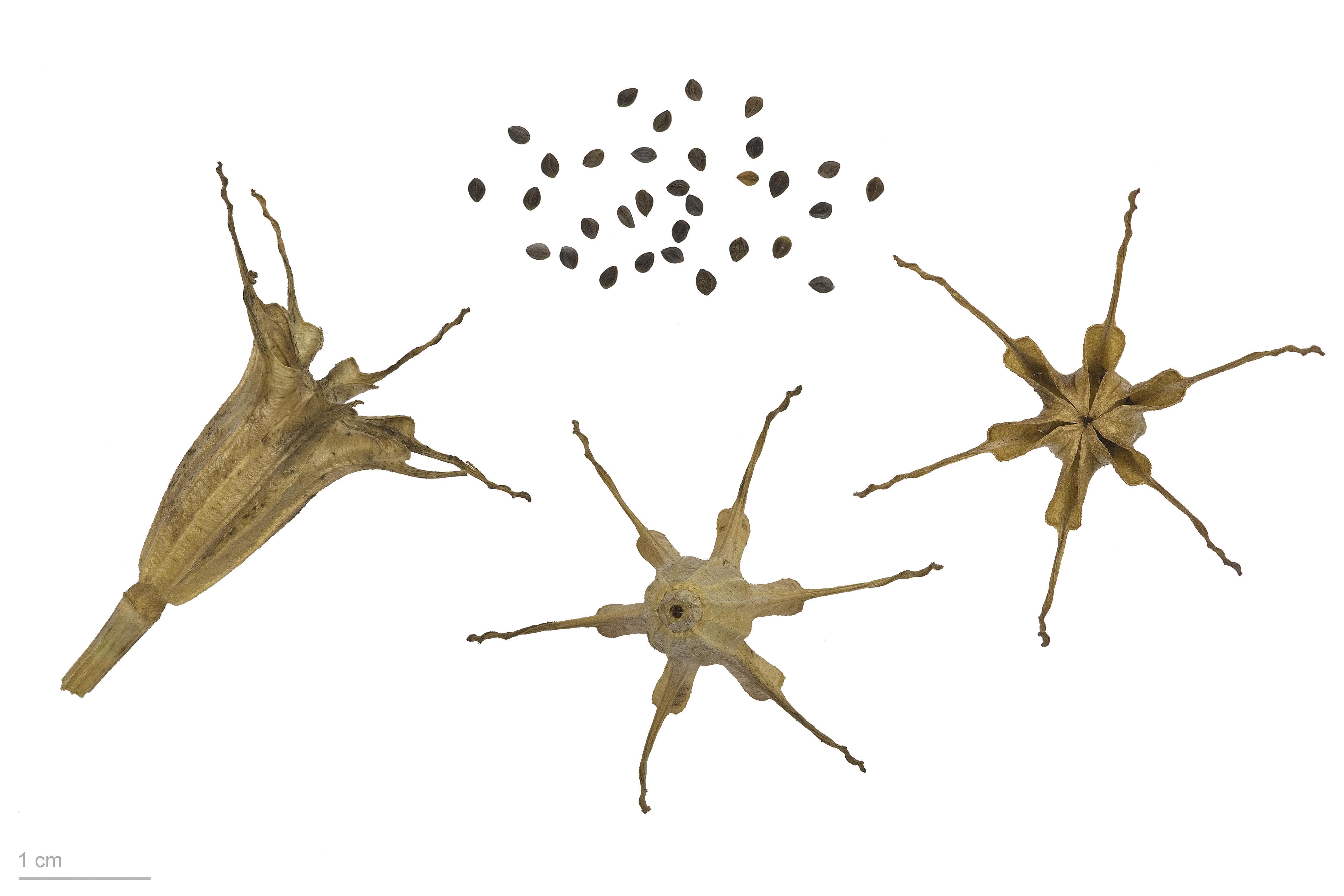
Nigella gallica

Nigella gallica es una especie de planta de la familia de las ranunculaceas.

## Hábitat
Su hábitat son los terrenos baldíos, cultivos de cereal y rastrojeras en el sur de Europa.

## Descripción
Es una planta herbácea caduca que alcanza los 25-40 cm de altura. Tallo erecto, glauco y glabro, con ramas ascendentes. Hojas divididas, pinnatisectas los segmentos de las hojas oblongo y lineales. Las flores son de color blanco, de hasta 4 cm de diámetro no involucradas. Los pétalos son de color violeta o púrpura, muy pequeños (unos 4 mm) en comparación con la flor. Con floración entre mayo y principios de agosto. El fruto es una cápsula compuesta por varios folículos.

## Nombres comunes
- Castellano: agenuz, ajenuz, araña, arañuela, axenuz, axenuz de Laguna, axenuz silvestre, bonete de clérigo, melantio, neguilla, neguilla común, neguilla de España, neguilla silvestre, neguilla silvestre primera, nigela salvaje.[1]

## Sinónimos
- Nigella hispanica subsp. confusa Salle ex Nyman [1878]
- Nigella hispanica L. [1753]
- Nigella amoena Salisb. [1796]
- Nigella arvensis proles gallica (Jord.) Bonnier
- Nigella hispanica proles gallica (Jord.) Rouy & Foucaud[2]